# 京美人
京美人（日语：／），又称京都美人，是指日本京都市及其周边地区的美女。这个词语没有明确的定义。日本人常说“京都美女众多”，将其与“秋田美人”、“博多美人”并列，誉为“日本三大美人”之一。
京都在江户时代以前长期作为日本的都城，被认为是一个汇聚全国各地美女的地方。尤其是通过北前船等日本海航路，与京都交流频繁的日本海一侧地区所来的美女（被称为“日本海美人”），被认为是“京美人”最主要的起源。